# 黃淑華
黃淑華（1965年— ），筆名黃荷，台中縣人，台灣兒童绘本畫家，插畫家，兒童文學家。曾經當過幼稚園老師、出版社美術設計、藝術總監、產品研發經理 、副總編輯，在童書出版業任職23年。

## 學歷
- 景文科技大學視覺傳達設計系[3]

## 經歷

### 曾任
- 財團法人兒童藝術文教基金會∼兒童藝術師資班教學研習專任講師（2003-2011）
- 國立屏東教育大學幼教系所∼專題講師、玩具書製作講師（2007-2009）
- 國立屏東教育大學木瓜獎∼評審委員
- 育達科技大學<文創技術學院>專題課程講師（2011）
- 元智大學∼專題課程講師（2012）
- 國立臺灣師範大學進修推部∼演說創作班、繪本插畫實務班、繪本插畫技巧班講師、暑期兒童創作繪本班（2007-2012）
- 桃園創新技術學院∼幼兒保育系兒童創意產業、課輔才藝講師（2009-2015）、幼兒保育系專題發表教具組評審老師（2010-2015）、「課後托育」就業課程講師（2015）
- 新北市政府老師傅接班人傳承訓練「手工插畫繪本製作班」講師（2015）
- 台北市國小推動兒童深耕閱讀活動「親子自編故事劇本」評審委員（2015）
- 兒童插畫既繪本手工書創作教學講師（2007-2015）
- 大豐國小、三芝國小、基隆、新莊故事志工團研習課程講師
- 桃園市私立兒童課後照顧服務中心  主任及服務人員在職18及180小時訓練課程（2015-2016）
- 國立海洋科技博物館∼海洋繪本親子營講師（2013-2014）

## 作品

### 兒童繪本
- 爸爸說我小，1995年出版，出版社：臺灣新學友
- 我愛麻煩（ISBN 957-98123-0-6），1998年出版，出版社：會宇多媒體
- 為天量身高（聯經出版）
- 外星人
- 紫玉米
- 阿吉搬家
- 成熟了嗎？
- 變臉老巫婆
- 葡萄成熟時
- 老鼠的女兒（ISBN 957-751-3328），1999年出版，出版社：國語日報
- 將軍站門（ISBN 957-751-330-1），2000年出版，出版社：國語日報
- 我們住的地球（ISBN 978-957-6543531），2000年出版，出版社：台灣書局
- 黑白花（ISBN 951-751-370-0），2001年出版，出版社：國語日報
- 烏龜，2001年出版，出版社：親親自然
- 水生植物，2001年出版，出版社：親親文化
- 豬寶貝
- 快樂童年
- 聰明的波麗和大野狼（ISBN 978-957-570-873-3），2007年出版
- 想飛的石頭（新加坡怡學出版）
- 愛的顏色（新加坡怡學出版）
- 台中清泉剛機場兒童遊戲區牆面創作（2013）
- 小麥熊的心願（器官捐贈移植登錄中心出版）
- 善終三法，衛生福利部出版，作者王元容、繪者黃淑華

## 得獎
- 「我愛麻煩」獲得第五屆陳國政兒童文學獎優選，1998年福爾摩莎兒童圖書插畫入選獎，文建會兒歌一百選佳作[4]
- 「為天量身高」獲得民生報2007年好書大家讀入選
- 「聰明的波麗和大野狼」獲得東方出版2008年年度好書大家讀入選

## 展覽
- 2009年黃淑華與學生們在國立台灣師範大學進修推廣學院舉辦第一屆手製書創作·插畫聯展。[5][6]
- 2010年黃淑華與學生們在國立台灣師範大學進修推廣學院舉辦第二屆手製書創作·插畫聯展。
- 2011年黃淑華與學生們在國立台灣師範大學進修推廣學院舉辦第三屆手製書創作·插畫聯展。
- 台北市政府勞工局勞工教育館2012年1月31日至2月14日展出「2012童趣夢想國師生聯展 [1]」。
- 新北市政府2016年11月16日至12月16日展出「為什麼畫話」師生聯展

## 相關

### 插畫授權
產品企劃及開發：
- 節慶大書13本，Little Kiss12套60本，咱來說台語6本，創意ㄅㄆㄇ系列，五十餘種教具。

### 學校合作
- 2014年創誠策略創意總監黃淑華與創誠設計研發部門進駐景文科技大學的育成中心。[7]